# Cota (roślina)

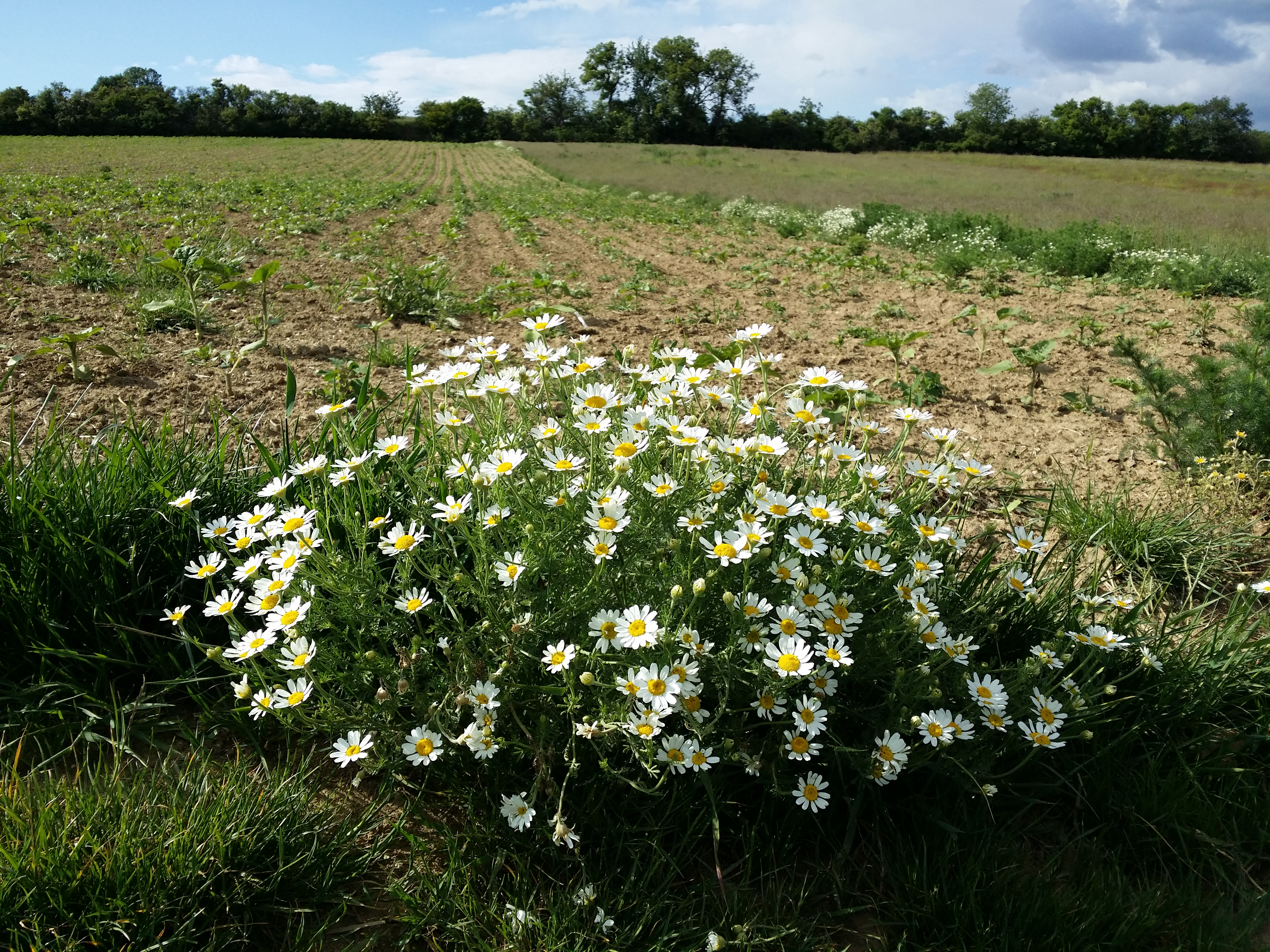
Rumian austriacki

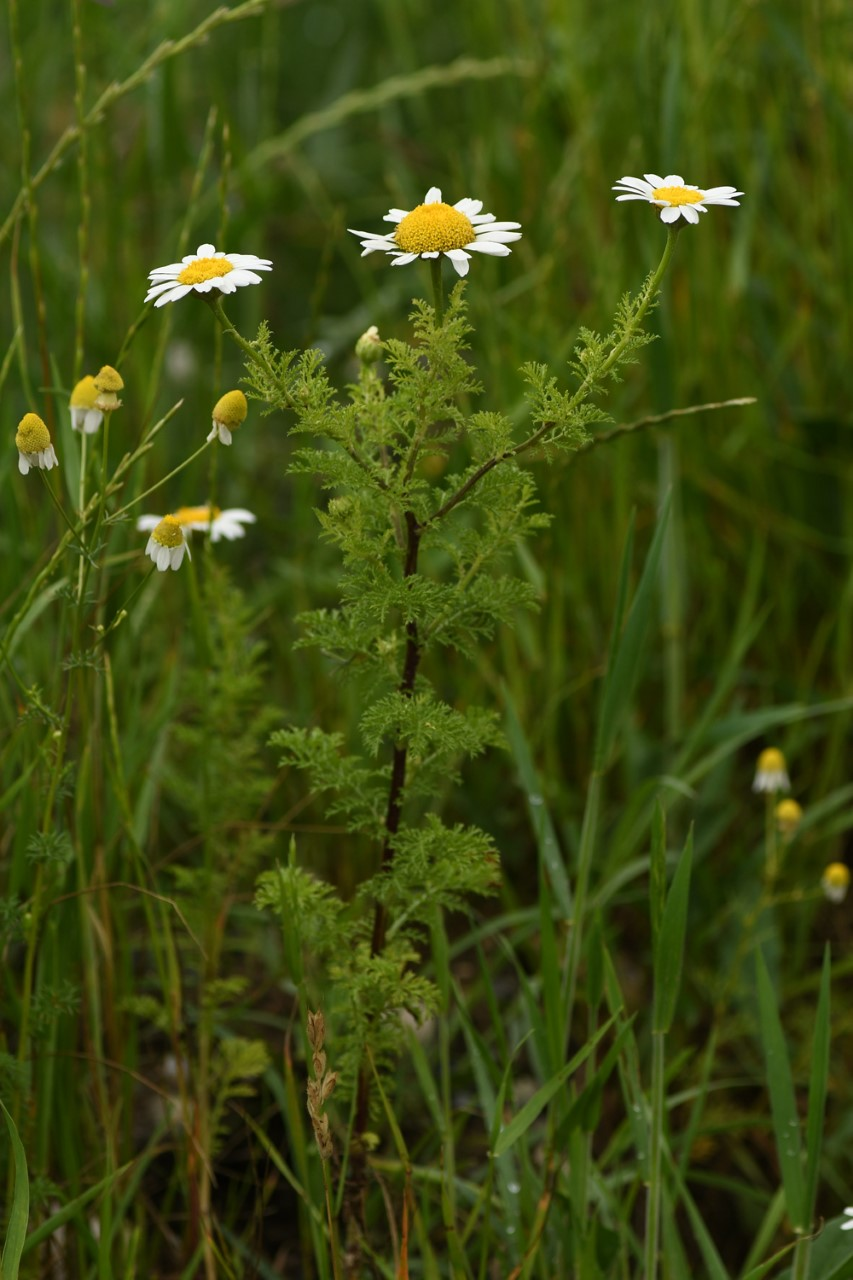
Rumian wysoki

Cota J.Gay – rodzaj roślin z rodziny astrowatych, często włączany w randze podrodzaju do rodzaju rumian Anthemis. Obejmuje 36 gatunków. Rośliny te występują niemal w całej Europie i w zachodniej Azji sięgając na wschodzie po Pakistan, Kazachstan i wschodnią Syberię. Najbardziej zróżnicowane gatunkowo są w rejonie Azji Mniejszej. W Polsce jako gatunek rodzimy rośnie rumian żółty C. tinctoria, a jako przejściowo zawlekane – rumian wysoki C. altissima i rumian austriacki C. austriaca.
Rumian żółty wykorzystywany był jako źródło żółtego barwnika.

## Morfologia
PokrójRośliny jednoroczne i byliny osiągające do 90 cm wysokości, często kłączowe lub rozłogowe. Pędy wzniesione lub podnoszące się, zwykle niezbyt mocno rozgałęzione, z reguły mniej lub bardziej owłosione, niezbyt aromatyczne.
LiścieSkrętoległe, ogonkowe lub siedzące. Blaszki zwykle podwójnie, rzadko raz lub trzykrotnie pierzasto podzielone, końcowe odcinki całobrzegie lub piłkowane. Liście zwykle owłosione, rzadziej nagie.
KwiatyZebrane w koszyczki kwiatowe umieszczone pojedynczo na szczytach gałązek, czasem tworzących luźne, baldachogroniaste kwiatostany złożone. Okrywa półkolista do miseczkowatej o średnicy zwykle 10–12 mm, rzadziej mniejsza lub większa (maksymalnie do 20 mm). Listki okrywy trwałe, liczne (ponad 40), ułożone w 3–5 rzędach, trójkątne do lancetowatych, na brzegach i wierzchołku łuskowate. Dno koszyczka zwykle półkulisto wypukłe, z plewinkami wspierającymi kwiaty. Brzeżne kwiaty języczkowate żeńskie lub płonne, zwykle w liczbie od 12 do 21, żółte, rzadko białe lub różowe. Wewnętrzne kwiaty rurkowate w liczbie ponad 80, obupłciowe, żółte, z koroną zwieńczoną 5 trójkątnymi łatkami.
OwoceStożkowate do czterokątnych, mniej lub bardziej spłaszczone niełupki, bez lub rzadko z dwoma wydatnymi żebrami lub skrzydełkami.

## Systematyka
Pozycja systematyczna
Rodzaj z podplemienia Anthemidinae, plemienia Anthemideae, podrodziny Asteroideae i rodziny astrowatych Asteraceae. Bywa włączany w randze podrodzaju do rodzaju rumian Anthemis. Stanowi grupę siostrzaną względem rodzaju Anthemis w wąskim ujęciu, przy czym cztery gatunki zaliczane wcześniej do rodzaju Anthemis (A. calcarea, A. fruticulosa, A. marschalliana, A. trotzkiana) tworzą z kolei grupę siostrzaną względem pary Anthemis i Cota, w związku z czym zaproponowano ich wyłączenie do rodzaju Archanthemis. Poza siostrzaną relacją filogenetyczną rodzaj Cota od Anthemis wyróżniany jest na podstawie odmiennej budowy owoców – u Anthemis zawsze walcowatych i wyraźnie żebrowanych.
Wykaz gatunków
- Cota altissima (L.) J.Gay – rumian wysoki
- Cota amblyolepis (Eig) Holub
- Cota anatolica (Behçet & Almanar) Alv.Fern., Vitales & Firat
- Cota antitaurica (Grierson) Holub
- Cota austriaca (Jacq.) Sch.Bip. – rumian austriacki
- Cota brachmanni Boiss.
- Cota brevicuspis (Bornm.) Holub
- Cota coelopoda (Boiss.) Boiss.
- Cota dalmatica (Scheele) Oberpr. & Greuter
- Cota dipsacea (Bornm.) Oberpr. & Greuter
- Cota dubia (Steven) Holub
- Cota fulvida (Grierson) Holub
- Cota halophila (Boiss. & Balansa) Oberpr. & Greuter
- Cota hamzaoglui Özbek & Vural
- Cota jailensis (Zefir.) Holub
- Cota latealata (Hub.-Mor.) Alv.Fern. & Vitales
- Cota linczevskyi (Fed.) Lo Presti & Oberpr.
- Cota lyonnetioides Boiss. & Kotschy
- Cota macrantha (Heuff.) Holub
- Cota macroglossa (Sommier & Levier) Lo Presti & Oberpr.
- Cota mazandaranica (Iranshahr) Lo Presti & Oberpr.
- Cota melanoloma (Trautv.) Holub
- Cota monantha (Willd.) Oberpr. & Greuter
- Cota nigellifolia (Boiss.) Alv.Fern. & Vitales
- Cota × ochroleuca (Celak.f.) Holub
- Cota oretana (Carretero) Oberpr. & Greuter
- Cota oxylepis Boiss.
- Cota palaestina Kotschy – rumian palestyński
- Cota pestalozzae Boiss.
- Cota rayatensis (Eig) Holub
- Cota saguramica (Sosn.) Lo Presti & Oberpr.
- Cota samuelssonii (Rech.f.) Oberpr. & Greuter
- Cota segetalis (Ten.) Holub
- Cota talyschensis (Fed.) Lo Presti & Oberpr.
- Cota tinctoria (L.) J.Gay – rumian żółty
- Cota triumfetti (L.) J.Gay
- Cota wiedemanniana (Fisch. & C.A.Mey.) Holub